# Spirit of Daytona Racing
Spirit of Daytona Racing, également connue sous le nom de VisitFlorida Racing de 2015 à 2017, est une écurie américaine de sport automobile fondée en 1987 par Troy Flis. Elle participe au championnat américain WeatherTech SportsCar Championship avec un prototype de classe DPi ayant le no 90. Elle est basée à Daytona Beach, en Floride.

## Historique
En 2014, les séries American Le Mans Series et Grand-Am Road Racing, les deux grands championnats d'endurance américains, se sont rapprochées et forme un championnat unique. Taylor quitta l'écurie pour rejoindre l'équipe de son père. Il sera remplacé par Michael Valiante. Le duo réalisa trois podiums ainsi qu'une unique victoire aux 6 Heures de Watkins Glen. Ils termineront à la troisième place du championnat.

En 2015, l'écurie changea de nom pour devenir VisitFlorida Racing et commença la saison par une troisième place aux 24 Heures de Daytona. Les autres faits d'arme auront été une deuxième victoire consécutive aux 6 heures de Watkins Glen ainsi qu'une victoire à Laguna Seca.

En 2016, bien que Valiante et Westbrook terminèrent le championnat précédent en deuxième position, ils ne furent pas prolongés et ont été remplacés par Marc Goossens et de l'Écossais Ryan Dalziel. Goossens a couru avec Ryan Hunter-Reay, champion IndyCar Series 2012, à Long Beach du fait de la participation de Dalziel au Championnat du monde d'endurance FIA pour Tequila Patrón ESM. Bien que le championnat soit dominé par les écuries Action Express et Wayne Taylor Racing, le VisitFlorida Racing a terminé à deux reprises sur le podium, à Daytona et Laguna Seca, et Goossens a terminé le championnat à la 5e position.

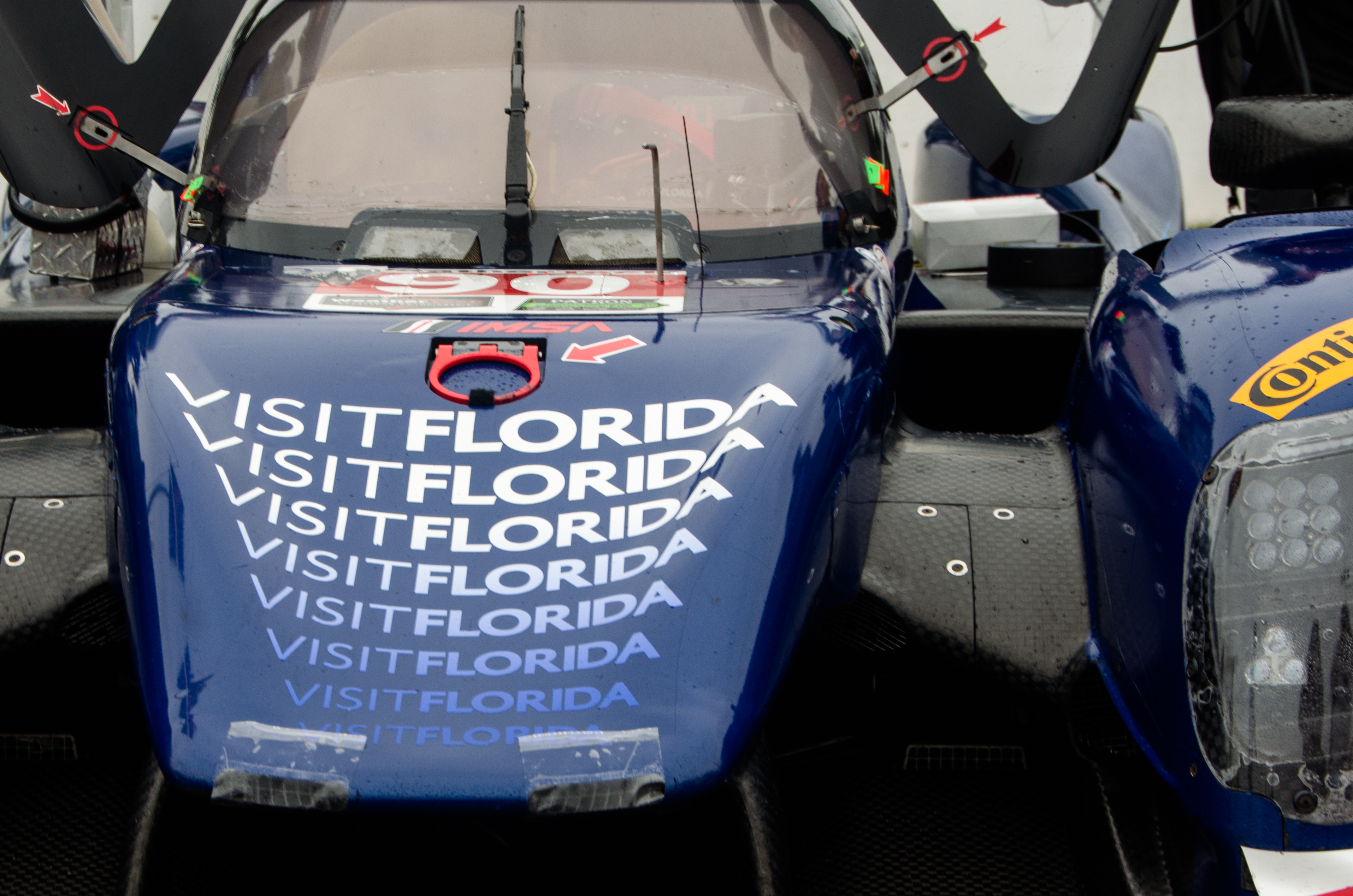
Ligier JS P217 aux Petit Le Mans 2017

En 2017, après avoir fait concourir des prototypes de classe Daytona Prototype (DP) durant plus d'une décennie, elle se lance dans le championnat chapitre en faisant courir des prototypes répondant aux nouveaux règlements Daytona Prototype international (DPi). Ce sera tout d'abord une Riley Mk. 30 qui permettra à l'écurie de finir troisième aux 24 Heures de Daytona. Ensuite, une Ligier JS P217 permettra à l'écurie de monter sur la plus haute marche du podium à Laguna Seca.

En 2018, une nouvelle année de changement pour l'écurie qui retrouva son nom de Spirit of Daytona Racing. La voiture changea de nouveau et une Cadillac DPi-V.R portera le numéro 90 dans ce nouveau championnat.

## Pilotes
- Jonathan Bomarito
- Eddie Cheever III (en)
- Guy Cosmo
- Ryan Dalziel
- Antonio García
- Marc Goossens
- Ryan Hunter-Reay
- Matthew McMurry
- René Rast
- Mike Rockenfeller
- Jordan Taylor
- Michael Valiante
- Tristan Vautier
- Richard Westbrook
- Renger van der Zande